# انتروکولیت با غشای کاذب
انتروکولیت با غشای کاذب یا انتروکولیت سودو مامبرانو (به انگلیسی: pseudomembranous enterocolitis) یک بیماری شدید و نادر مربوط به روده باریک و بزرگ است. این عارضه معمولاً ۷-۵ روز پس از جراحی‌های وسیع گوارش و درمان آنتی‌بیوتیکی در یک فرد دچار ناتوانی عمومی قبل از جراحی بروز می‌کند. مشخصه آن التهاب و مرگ بافتی غشای پوشاننده سطح داخلی روده و لایه عمقی روده‌ها است.

## علایم شایع
اسهال آبکی (گاهی خونی) همراه با انقباضات شکمی، تب، بالا بودن تعداد گلبول‌های سفید در آزمایش خون، افت فشار خون گاهی تا حد شوک، همراه با نبض‌های ضعیف و ضربان قلب سریع، تهوع و استفراغ، عدم آگاهی به موقعیت.
علایم ممکن است در طی درمان آنتی‌بیوتیکی یا ۱۰-۱ روز پس از قطع آن بروز کند.

## علل
عفونت باکتریایی، معمولاً ناشی از کلسترویدیوم دیفیسیل که با تولید سم باعث ایجاد علایم می‌شود یا ناشی از استافیلوکوک. این باکتری‌ها به‌طور طبیعی درون روده‌ها زندگی می‌کنند ولی هنگامی که سایر باکتری‌های طبیعی ساکن روده در اثر مصرف مقدار بالای آنتی‌بیوتیک‌های وسیع‌الطیف از بین می‌روند این باکتری‌ها ایجاد انتروکولیت می‌کنند. این امر تعادل باکتریایی درون روده را برهم می‌زند. این بیماری معمولاً به عنوان عارضه‌ای از جراحی بروز می‌کند.

## عوامل افزایش دهنده خطر
سن بالای ۶۰ سال، جراحی اخیر همراه با افت فشار خون در طی جراحی، نارسایی کلیه، چاقی، تغذیه نامطلوب، مصرف آنتی‌بیوتیک‌ها به خصوص کلیندامایسین، آمپی‌سیلین، کلرامفنیکل، سفالوسپورین‌ها، پنی‌سیلین یا داروهای گروه سولفات

## عواقب مورد انتظار
علایم معمولاً ۲-۱ هفته پس از قطع آنتی بیوتیک مسؤول عارضه برطرف می‌شوند. تجویز یک آنتی‌بیوتیک دیگر به جای آنتی‌بیوتیک قطع شده معمولاً توصیه نمی‌شود، مکانیسم‌های دفاعی بدن خود در غیاب درمان آنتی‌بیوتیکی برای مقابله با عفونت‌ها عمل می‌کنند. موارد شدید این بیماری ممکن است کشنده باشد.
عوارض زیر تنها در صورت عدم تشخیص درمان این بیماری بروز می‌کنند:
۱.شوک و از دست دادن شدید مایعات بدن
۲.پریتونیت ناشی از پاره شدن روده

## درمان
- بررسی‌های تشخیصی ممکن است شامل کشت مدفوع، آندوسکوپی، یا نمونه‌برداری لایه پوشاننده سطح داخلی روده بزرگ در طی کولونوسکوپی باشد. توجه به این نکته ضروری است که عکس‌برداری با تنقیه باریم (باریم انما) نباید برای بیمار انجام شود زیرا ممکن است باعث پارگی روده گردد.
- مهم‌ترین جنبه درمان، قطع مصرف آنتی‌بیوتیک مسؤول بیماری است.
- در موارد متوسط تا شدید، بستری در بیمارستان جهت تجویز تغذیه وریدی و مراقبت‌های ویژه ممکن است لازم باشد.

داروها : کلستیرامین، وانکومایسین یا مترونیدازول برای پیشگیری از عفونت‌های غیر باکتریایی ثانویه که در شرایط بهم خوردن تعادل ارگانیسم‌های روده‌ای رخ می‌دهد، تجویز می‌گردد. کورتون با مقدار بالا برای یک مدت کوتاه برای کاهش التهاب ممکن است تجویز شود. از مصرف داروهای ضد اسهال خودداری کنید. تا برطرف شدن همه علائم بیماری در بستر استراحت نمایید. برای کاهش احتمال لخته شدن خون در وریدهای عمقی پا در همان حال که در بستر استراحت می‌کنید، پاهای خود را خم و راست کنید. در ابتدای درمان، تغذیه وریدی لازم است، پس از آن به تدریج تغذیه دهانی با رژیم مایعات، سپس غذاهای نرم و در نهایت رژیم معمولی شروع می‌شود.